# Schrumpfung (Werkstoffkunde)
Unter Schrumpfung versteht man bei Werkstoffen, insbesondere Kunststoffen und Metallen, die Bewegung orientierter Makromoleküle in einen energetisch günstigeren Zustand bei konstantem Volumen. Abmessungen und Gestalt können sich dabei ändern.
Vorgänge, bei denen sich im Gegensatz dazu das Volumen ändert, werden als Schwindung oder Kontraktion bezeichnet.

## Beispiele

Schrumpfschlauch (rot) als Schutz eines abgesetzten Kabels (Videosequenz)

In einem tiefgezogenen Joghurtbecher sind die Moleküle vorgespannt worden. 
Durch das Tiefziehen haben sie eine Orientierung bekommen.
Erhitzt man nun diesen Kunststoffbecher (bei Polystyrol auf 120 °C), so schrumpft er (annähernd) in die Form zurück, die er als Halbzeug hatte. 
Dabei bleibt das Volumen des Kunststoffes gleich, Gestalt und Abmessungen ändern sich.
Praktische Anwendung findet das Phänomen beim Schrumpfschlauch.